# Rača (Priboj)
Rača (Servisch cyrillisch Рача) is een plaats in de Servische gemeente Priboj. De plaats telt 1313 inwoners (2002).